# Iconaster uchelbeluuensis
Iconaster uchelbeluuensis är en sjöstjärneart som beskrevs av Mah 2005. Iconaster uchelbeluuensis ingår i släktet Iconaster och familjen ledsjöstjärnor. Inga underarter finns listade i Catalogue of Life.